# هولویک
هولویک (به انگلیسی: Holwick) یک روستا و محله مدنی در بریتانیا است که در County Durham واقع شده‌است.